# Jodek sodu aktywowany talem
Jodek sodu aktywowany talem, NaI(Tl) – jodek sodu domieszkowany talem; jeden z najważniejszych luminoforów stanowiących scyntylatory do rejestracji promieniowania gamma, o wydajności przetwarzania ok. 8% (dwukrotnie wyższej niż antracenu).
Emisja przy 410 nm, absorpcja w nadfiolecie (293 nm, 234 nm), czas zaniku scyntylacji 250 ns. Jego wadą jest silna higroskopijność, powodująca konieczność pokrywania go warstwą ochronną, niedopuszczającą do niego powietrza.
Dzięki dużej gęstości (3,67 g/cm3) i dużej liczby atomowej wchodzącego w skład kryształu jodu (Z = 53) charakteryzuje się dużą wydajnością detekcji promieniowania X i gamma.